# Operation: 12 Strong
Operation: 12 Strong (Originaltitel 12 Strong) ist ein historisches Kriegsdrama von Nicolai Fuglsig, das am 19. Januar 2018 in die US-amerikanischen und am 8. März 2018 in die deutschen Kinos kam. Der Film basiert auf der Romanbiografie Horse Soldiers: The Extraordinary Story of a Band of US Soldiers Who Rode to Victory in Afghanistan von Doug Stanton und erzählt von einer Spezialeinheit des US-Militärs, die nach den Terroranschlägen am 11. September 2001 versucht, in Afghanistan die Stadt Masar-e Scharif einzunehmen.

## Handlung
Direkt nach den Terroranschlägen am 11. September 2001 werden einige Soldaten nach Afghanistan geschickt. Der Abschied von ihren Familien fällt schwer. Ausgewählt aus vier Teams, findet sich die Spezialeinheit von Mitch Nelson, einem bisher kriegsunerfahrenen, aber von seinen Männern sehr respektierten U.S. Army Captain, kurze Zeit später südlich von Masar-e Scharif wieder.
Ihre Mission ist, gemeinsam mit einer vom Warlord General Dostum angeführten, der Nordallianz zugehörigen afghanischen Streitmacht die Stadt einzunehmen und dabei dort die Taliban sowie die Al-Qaida zu besiegen. Hierbei haben sie den Auftrag, als Forward Air Controller der US-Luftwaffe Ziele zuzuweisen. Dabei müssen sich die US-Amerikaner an die Taktiken ihrer Verbündeten anpassen – auf Pferden gegen Panzer und Fahrzeuge in fremdem Gebiet, in dem sich mehr als 50.000 Taliban-Anhänger befinden. Dennoch schaffen sie es, den gegnerischen Truppen schwere Verluste zuzufügen und das wichtigste nach Masar-e Scharif führende Tal zu übernehmen. Nur einer der zwölf Männer wird verwundet, allerdings verliert General Dostum das „Rennen“ um die Stadt gegen einen konkurrierenden Anführer.

## Produktion

### Romanbiografie, Filmtitel und Stab

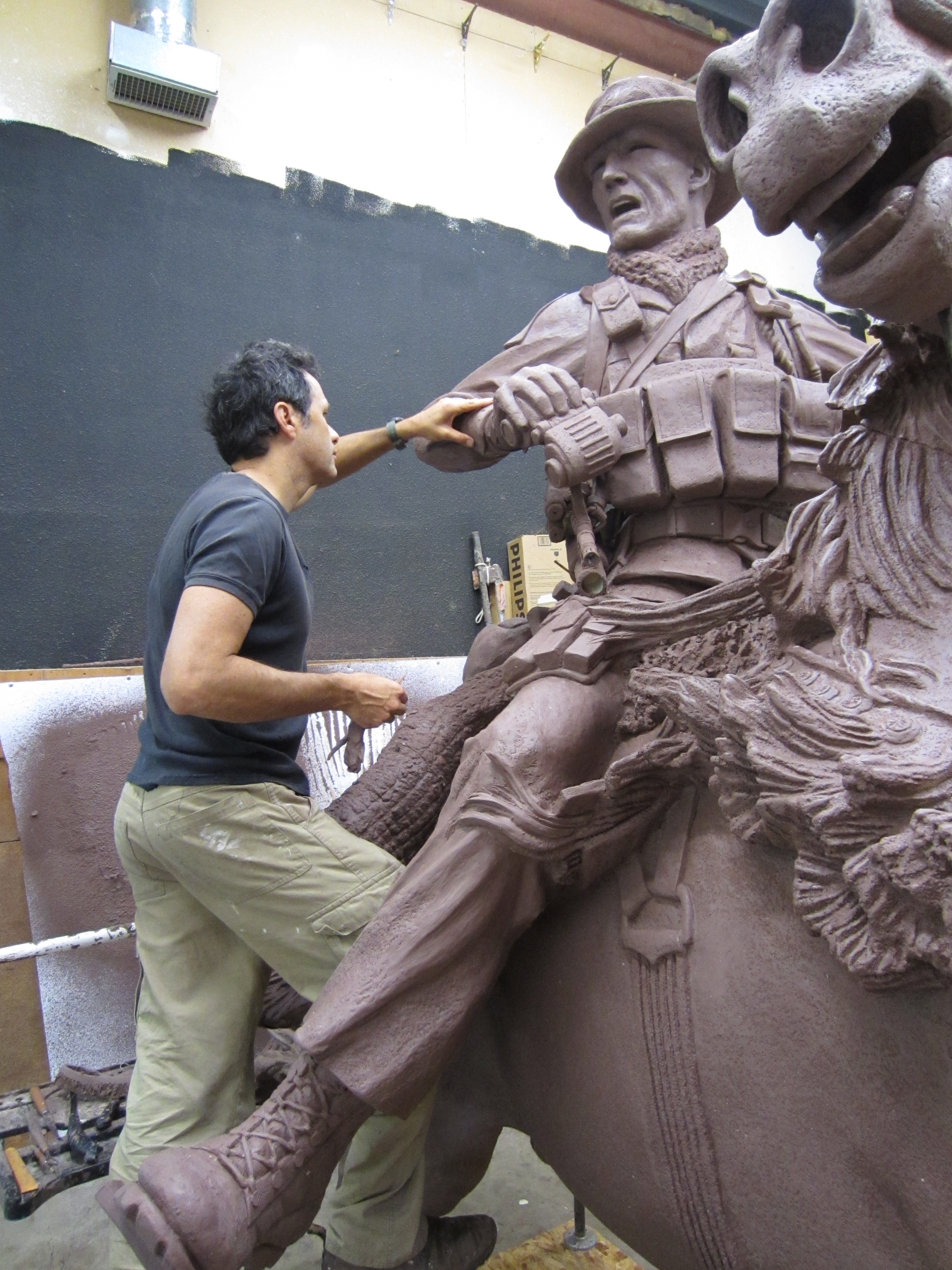
Der Bildhauer Douwe Blumberg bei der Fertigung des America’s Response Monument eines berittenen Soldaten, das am Ground Zero aufgestellt wurde

Der Film basiert auf der Romanbiografie Horse Soldiers: The Extraordinary Story of a Band of US Soldiers Who Rode to Victory in Afghanistan von Doug Stanton aus dem Jahr 2009. Diese landete auf diversen Bestsellerlisten und gehört mittlerweile auch zur Pflichtlektüre im Rahmen der US-amerikanischen Militärausbildung. Stanton, der ursprünglich als Journalist tätig war, beschreibt darin weitgehend nüchtern die Vorgänge in Afghanistan und bezieht außerdem die Sichtweisen verschiedenster Soldaten mit ein, insbesondere die ihres Anführers Mark Nutsch (für den Film in Mitch Nelson umbenannt).
Der Filmtitel Operation: 12 Strong leitet sich von der Anzahl der für diesen Sondereinsatz abgestellten Soldaten ab und für die man am Fuße des Ground Zero, wo sich bis 2001 das World Trade Center befand, das Denkmal eines berittenen Soldaten baute. Der ursprüngliche Titel des Films lautete wie der der Biografie Horse Soldiers. Regie führte Nicolai Fuglsig.
Stantons Tatsachenroman wurde von Ted Tally und Peter Craig für den Film adaptiert. Deren Skript konzentriert sich bis zum Schluss nicht ausschließlich auf die bewaffnete Auseinandersetzung. Der Film widmet sich in prägnanten Einzelszenen immer auch solchen Details, die für den entscheidenden Ausgang der Operation, in der es ein einziger US-Amerikaner durchschnittlich mit 5.000 Gegnern aufnehmen musste, mindestens genauso wichtig sind wie die Frage, wer im entscheidenden Moment schießt oder eben nicht getroffen wird, so Antje Wessels bei Quotenmeter.de.

### Besetzung, Dreharbeiten und Filmmusik

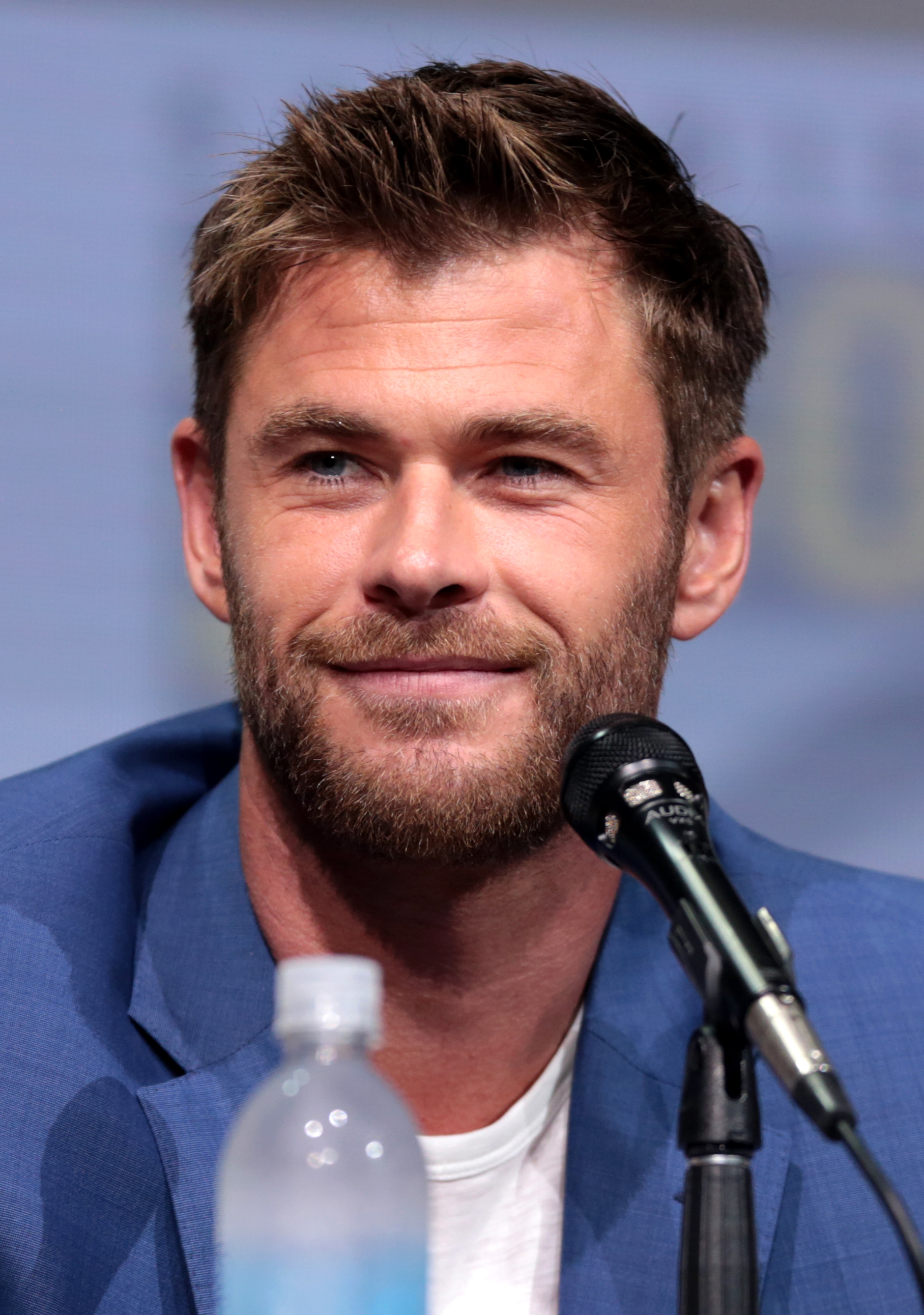
Chris Hemsworth, hier kurz nach Abschluss der Dreharbeiten auf der San Diego Comic-Con International, spielt im Film Captain Mitch Nelson.

Chris Hemsworth	spielt den im Afghanistankrieg kommandierenden Captain Mitch Nelson. Im echten Leben war dessen Entsprechung Mark Nutsch als Anführer der Spezialeinheit tätig. Zum Zeitpunkt des Terroranschlags am 11. September 2001 war dieser tatsächlich in einer höheren Position hinter dem Schreibtisch beschäftigt und hatte bis zu diesem Zeitpunkt keinerlei Kampferfahrung. Der im Film von Navid Negahban gespielte General Abdul Raschid Dostum war ein ehemaliger afghanischer Milizenführer und zu dieser Zeit Vizepräsident Afghanistans.
Die Dreharbeiten fanden im kalifornischen Santa Clarita und in Albuquerque, Socorro, Alamogordo und in Minen bei Orogrande in New Mexico statt.
Die Filmmusik wurde von Lorne Balfe komponiert. Der Soundtrack zum Film umfasst 19 Musikstücke und wurde von WaterTower Music am 12. Januar 2018 als Download veröffentlicht.

### Marketing und Veröffentlichung
Im Oktober 2017 wurde ein erster Trailer zum Film veröffentlicht. Die Weltpremiere des Films erfolgte am 16. Januar 2018 in New York. Der Film kam am 19. Januar 2018 in die US-amerikanischen, am 26. Januar 2018 in die Kinos im Vereinigten Königreich und am 8. März 2018 in die deutschen und Schweizer Kinos. Ab Mai 2020 war der Film zeitweise im Angebot bei Netflix.

## Rezeption

### Altersfreigabe
In den USA erhielt der Film von der MPAA ein R-Rating, was einer Freigabe ab 17 Jahren entspricht. In Deutschland ist der Film FSK 16. In der Freigabebegründung heißt es: „Der Film enthält zahlreiche Kampf- und Actionszenen, die aber weder den Krieg, noch die gezeigte Gewalt verharmlosen oder gar glorifizieren. Der amerikanische Kriegseinsatz wird zwar legitimiert, aber nicht verherrlicht. Jugendliche ab 16 Jahren sind fähig, die Geschehnisse angemessen einzuordnen und auch die teilweise heftigeren Gewaltdarstellungen im Kontext der Kriegsgeschehnisse zu verarbeiten.“

### Kritiken
Antje Wessels führt in ihrer Kritik bei Quotenmeter.de aus, die Drehbuchautoren achteten immer darauf, nicht bloß die Belange der im Mittelpunkt stehenden US-Amerikaner zu beleuchten, sondern sich mindestens genauso stark mit den afghanischen Soldaten zu befassen. Das mache Operation: 12 Strong insgesamt zu einem recht bodenständigen Film über den Kampf zwischen Gut und Böse, der sich nicht mehr im Heldentum seiner zwölf Protagonisten suhlt, als sie es verdient haben, so Wessels weiter. Mit dem Film blickten die Macher allumfassend auf diese außergewöhnliche Mission und setzten nur zwischendrin aufregende Actionspitzen, die teilweise wiederum nur von sehr weit weg eingefangen würden, was das Ausmaß der Zerstörung aber fast noch besser einfange: „Eine wahrlich bildgewaltige Angelegenheit! Je weiter Operation: 12 Strong voranschreitet, desto mehr häufen sich schließlich auch kurze Momente des patriotischen Aufbäumens. Das ist im Anbetracht der realen Umstände dieser Mission durchaus verständlich; schließlich muss man eine ungemeine Liebe zum eigenen Land hegen, um sich wie die ‚12 Strong‘ freiwillig in Kriegsgebiet[e] zu begeben.“
In einer Kritik von Spiegel Online wird angemerkt, dass sich der Film zu sehr auf eine Figur konzentriere: „Er ist eine One-Man-Show von Chris Hemsworth, bei den anderen Charakteren wird kaum in die Tiefe gegangen.“ Weiter heißt es in der Kritik, der größte positive Aspekt sei, dass es in Operation: 12 Strong, anders als bei anderen Kriegsfilmen, kein klassisches Schwarz-Weiß-Denken gebe, und es werde deutlich gemacht, dass die US-Soldaten die Afghanen brauchen, um diesen Krieg zu gewinnen. Der Feind sei nicht Afghanistan, sondern die Terrorgruppen, und beide Länder hätten im Stoppen des Terrorismus ein gemeinsames Ziel, um wieder in Frieden leben zu können.
Johannes Hahn von Robots & Dragons bemerkt, es sei nur schwer möglich, einen Kriegsfilm wie Operation: 12 Strong nicht ohne den noch immer aktuellen politischen Hintergrund zu beurteilen, weshalb jeder Zuschauer selbst wissen müsse, wie viel Spaß er in Zeiten von America First und erstarkenden Nationalismen in Europa an einem Kriegsfilm haben kann. Dass Menschen aus verschiedenen Gründen zu Terroristen oder fundamentalistischen Soldaten werden, spare der Film leider aus und verpasse hier eine Chance, dem Feind ein menschliches Gesicht und damit dem ganzen Geballer wenigstens den Hauch von Tiefe zu geben, so Hahn weiter. Dafür biete der Film Militär- und Action-Enthusiasten alles, was man sich vorstellen könne, so Schießereien, Explosionen, Militärsprache und coole Soldaten.

### Einspielergebnis
Die weltweiten Einnahmen des Films aus Kinovorführungen belaufen sich bislang auf 67,5 Millionen US-Dollar.

### Auszeichnungen
People’s Choice Awards 2018
- Nominierung als Filmdrama des Jahres
- Nominierung als Filmstar des Jahres – Filmdrama (Chris Hemsworth)[14]

Visual Effects Society Awards 2019
- Nominierung in der Kategorie Visuelle Effekte als Unterstützung in einem fotorealistischen Spielfilm[15]

## Synchronisation
Die deutsche Synchronisation entstand nach einem Dialogbuch und der Dialogregie von Benjamin Wolfgarten im Auftrag der Berliner Synchron GmbH Wenzel Lüdecke.
| Darsteller             | Synchronsprecher  | Rolle                |
| ---------------------- | ----------------- | -------------------- |
| Chris Hemsworth        | Tommy Morgenstern | Captain Mitch Nelson |
| Michael Shannon        | Oliver Stritzel   | Hal Spencer          |
| Michael Peña           | Tobias Müller     | Sam Diller           |
| Navid Negahban         | Grigory Kofman    | General Dostum       |
| Trevante Rhodes        | Marios Gavrilis   | Ben Milo             |
| Geoff Stults           | Jaron Löwenberg   | Sean Coffers         |
| Thad Luckinbill        | Armin Schlagwein  | Vern Michaels        |
| Austin Hébert          | Florian Hoffmann  | Pat Essex            |
| Austin Stowell         | Robert Glatzeder  | Fred Falls           |
| Ben O’Toole            | Fabian Oscar Wien | Scott Black          |
| Kenny Sheard           | Christoph Drobig  | Bill Bennett         |
| Taylor Sheridan        | Oliver Siebeck    | Brian                |
| Jack Kesy              | Sven Gerhardt     | Charles Jones        |
| William Fichtner       | Peter Flechtner   | Colonel Mulholland   |
| Laith Nakli            | Andreas Müller    | Commander Ahmed Lal  |
| Peter Malek            | Uwe Jellinek      | Habib                |
| Samuel Kamphuis        | Mika Keutel       | Jake Spencer         |
| Elsa Pataky            | Maja Maneiro      | Jean Nelson          |
| Kenneth Miller         | Jesco Wirthgen    | Kevin Jackson        |
| Veronica Diaz-Carranza | Alice Bauer       | Lieutenant Henriques |
| Lauren Myers           | Susanne Geier     | Lisa Diller          |
| Rob Riggle             | Thomas Schmuckert | Lt. Colonel Bowers   |
| Marie Wagenman         | Isabell Reiß      | Maddy Nelson         |
| Allison King           | Sarah Riedel      | Marsha Spencer       |
| Arshia Mandavi         | Felix Stimming    | Najeeb               |